# Bottrop Hauptbahnhof
Bottrop Hauptbahnhof is een spoorwegstation in de Duitse plaats Bottrop.  Het station werd in 1905 geopend.